# Fuxi
Cette page contient des caractères spéciaux ou non latins. S’ils s’affichent mal (▯, ?, etc.), consultez la page d’aide Unicode.
Fuxi, Fo Hi ou Fu Hsi (sinogrammes : 伏羲 - 伏犧 pīnyīn : Fú xī) est un personnage mythique de la mythologie chinoise dont l’origine remonte à l’antiquité, héros civilisateur, chef du peuple Huaxia, fondateur de la médecine traditionnelle chinoise, créateur de caractères chinois, et le premier dieu des trois Augustes (三皇, sān huáng). Il apparait aussi sous les noms de Paoxi (庖犧-庖棲 Páo xī), Mixi (宓羲 Mì xī), Taihao (太昊-太皞 Tài hào), Baoxi(包牺 Bāo xī), Fuxi（伏戏 Fú xì)，Xihuang(牺皇 Xī huáng), Huangxi（皇羲 Huáng xī), Fuxi(伏牺 Fú xī). Les textes les plus anciens qui enregistrent le mythe de Fuxi sont écrits à l'époque de Royaumes combattants et de Han occidentaux. Fuxi est né à Chengji (成纪 Chéng ji), à l'ouest de la Chine aujourd'hui. Il vivait à l'époque néolithique. Les Chants de Chu mentionnent son mariage avec sa sœur Nuwa, le deuxième dieu des trois Augustes, dieu qui donne naissance aux êtres humains. Dès la dynastie de Tang, Fuxi et son épouse Nuwa sont présentés comme les inventeurs des rites du mariage. Selon Shiji de Sima Qian, Fuxi et Nuwa sont représentés avec les bustes d'être humain et les corps de serpent. Il a inventé le Bagua (八卦, bāguà), concept dans la philosophie fondamentale en ancienne Chine, utilisé dans le Taoïsme et le Yi Jing.

## Mythe

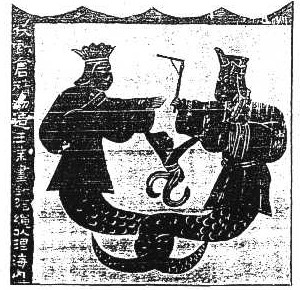
Fuxi (droite) et sa sœur/épouse Nuwa (gauche) ; le personnage entre eux n’a pas été identifié – gravure murale, tombe du clan Wu 武, Shandong, Han orientaux

Selon le Baihu tongyi (白虎通义) de Ban Gu (班固, 32 - 92), tout au début, les êtres humains vivaient dans la société matrilinéaire, le rôle de père n'occupait pas une place importante, ils vivaient sans tenir en estime les règles et les consciences morales. Vêtus de peaux de bêtes, ils se nourrissaient à la façon des animaux, se mettant en chasse lorsqu’ils avaient faim, faisant usage de la peau, de la fourrure et du sang de leurs proies, et en abandonnaient le reste puisqu'ils étaient incapables de les conserver. Après avoir scruté le ciel et la terre, Fuxi et Nuwa ont établi le système de mariage, une femme et un homme s'unissent pour se multiplier. Il détermina les mutations des cinq éléments fondamentaux de la nature (métal, bois, eau, feu, terre), créa les règles morales et les huit trigrammes (le Bagua). Selon le Livre des mutations (周易．系辭上傳第十), un saint les déduisit de l’image du fleuve Jaune et du livre de la Luo (rivière) (洛書). Ce saint est en général identifié à Fuxi, mais parfois à Yu le Grand. De l’image et du livre on ignore tout. Les légendes interprètent ce passage en faisant sortir de l’eau une tortue ou un cheval-dragon portant la marque des trigrammes.
Il enseigna aux hommes les méthodes de la cuisson, la chasse, la pêche, les armes de métal, le premier sacrifice au ciel. Il dispute à Huangdi deux inventions : la cithare guqin (古琴) et le symbole du dragon composé des parties des animaux totems des tribus vaincues, car selon certains textes, il fut aussi un empereur.
Huang Fumi (皇 甫謐) (215-282) des Jin prétend dans son Histoire des empereurs et des rois (帝王世紀, dìwángshìjì) que sa mère était une jeune fille du clan Huaxu (華胥) pendant le règne de Suiren (燧人). Un jour, dans la Tourbière du tonnerre (雷澤), elle vit une empreinte de géant et décida de la mesurer avec son pied. C’est ainsi qu’elle conçut Fuxi qui prendra la succession de Suiren.
On dit qu’il établit sa capitale à Wanqiu (宛丘) au Henan, comté de Huaiyang (淮陽), où l'on situe l’emplacement de son tumulus funéraire. Il existe de nos jours encore un temple où des cérémonies lui sont offertes du 2 du deuxième mois au 3 du troisième mois.
Selon la généalogie chinoise traditionnelle, il est l’ancêtre des clans Feng (風), Ren (任), Su (宿), Xuju (須句), Zhuanyu (顓臾).
Taihao, son surnom, est le nom d’un chef des Dongyi (東夷 ; littéralement : barbares de l’Est), et Fuxi donne aux descendants le nom de famille Feng(风 fēng). 
Fuxi est le chef du peuple Huaxia, puisqu'il fait unir toutes les tribus et construire la capitale à Chen, il crée le symbole du peuple chinois——le dragon. Il prend le corps du serpent, la tête de crocodile, la corne de cerf, les yeux de tigre, les écailles de carpe rouge, les jambes de lézard, les griffes d'aigle, la queue de requin blanc, la barbe de baleine. Le totem de dragon signifie le peuple chinois, il représente l'honneur suprême, en ancienne Chine, on dit que les empereurs sont les dragons.
Selon Yulgok, les personnalités sages et spirituelles de la hautre antiquité faisant un lien de continuité avec le Ciel ont établi des normes standard pour l'humanité et à partir de là a commencé la transmission de la tradition du Tao. Cette transmission fut imprécise avant la naissance de l'écriture et l'on ne peut pas en délibérer convenablement. Les huit trigrammes ont commencé par l'esquisser et la culture l'a mise en valeur. C'est pourquoi s'appuyant sur les enseignements et les rassemblant, examinant aussi les documents historiques on en a mis ici par écrit les grandes lignes. On a présenté les documents substantiels sur la culture du Soi et la gouvernance depuis Fuxi jusqu'à Zhuxi, mais en observant d'abord les résultats et en examinant ensuite les documents substantiels on ne sera pas dans l'obscurité lorsqu'on voudra s'y conformer. (26.2A)

## Monuments historiques

### Temple de Fuxi

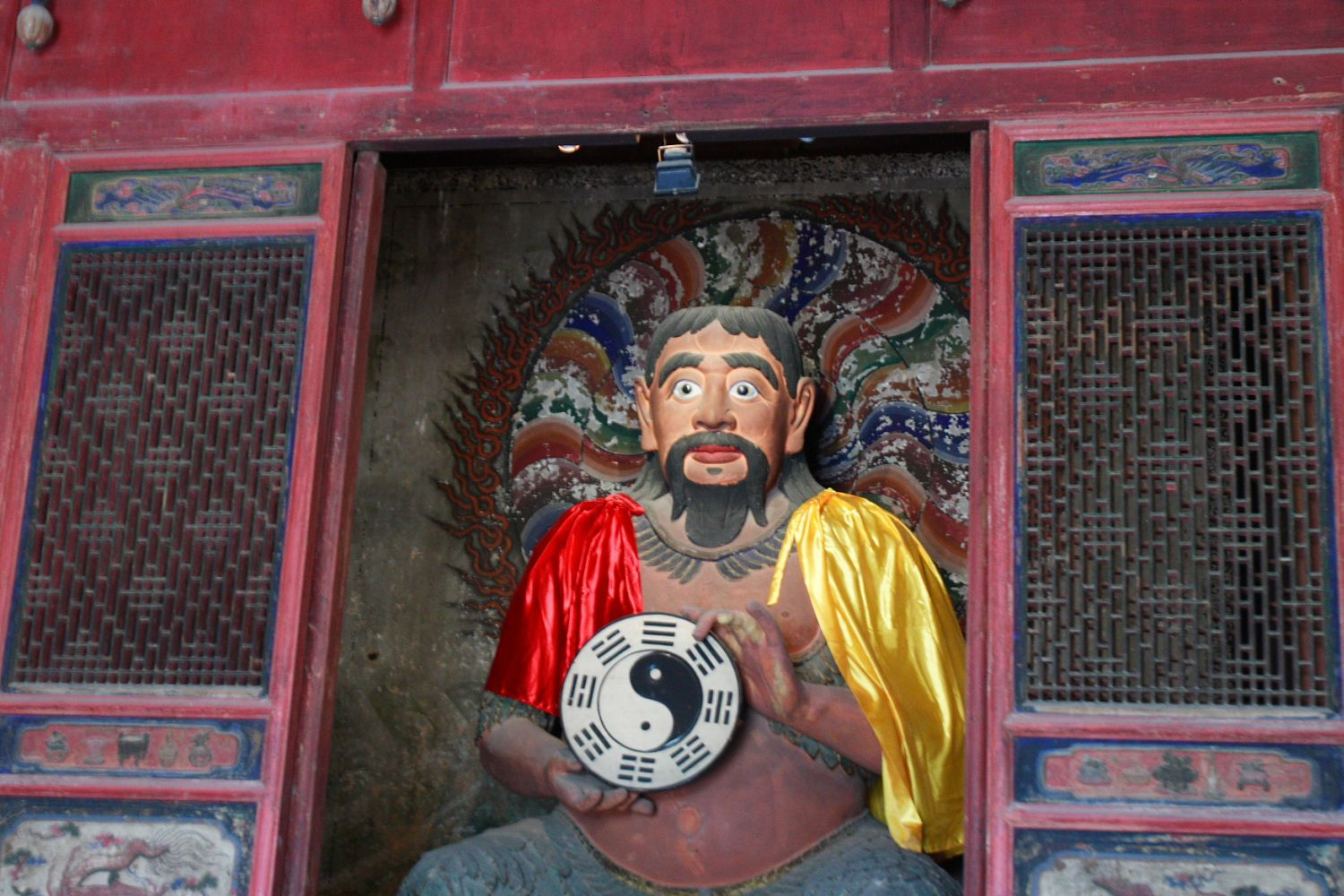
Temple de Fuxi, ville de Tianshui

Le temple de Fuxi se situe dans la rue Fuxi de la ville de Tianshui, dans la province de Gansu. Le temple a été construit originellement sous la dynastie Ming, et réparé neuf fois depuis sa construction. Depuis 1988, tous les ans l'anniversaire de dragon (13 mai en calendrier chinois) est célébré dans le temple de Fuxi, pour faire le pèlerinage et à la mémoire des ancêtres.

### Tombeau de Taihao
Le tombeau de Taihao, ou Fuxi, se situe à Huaiyang, dans la province du Henan. Il a été construit à la période des Printemps et Automnes, et a été agrandi sous la dynastie de Tang. Il est l'un des tombeaux les plus grands du Henan par sa surface d'exposition de 875 mu.

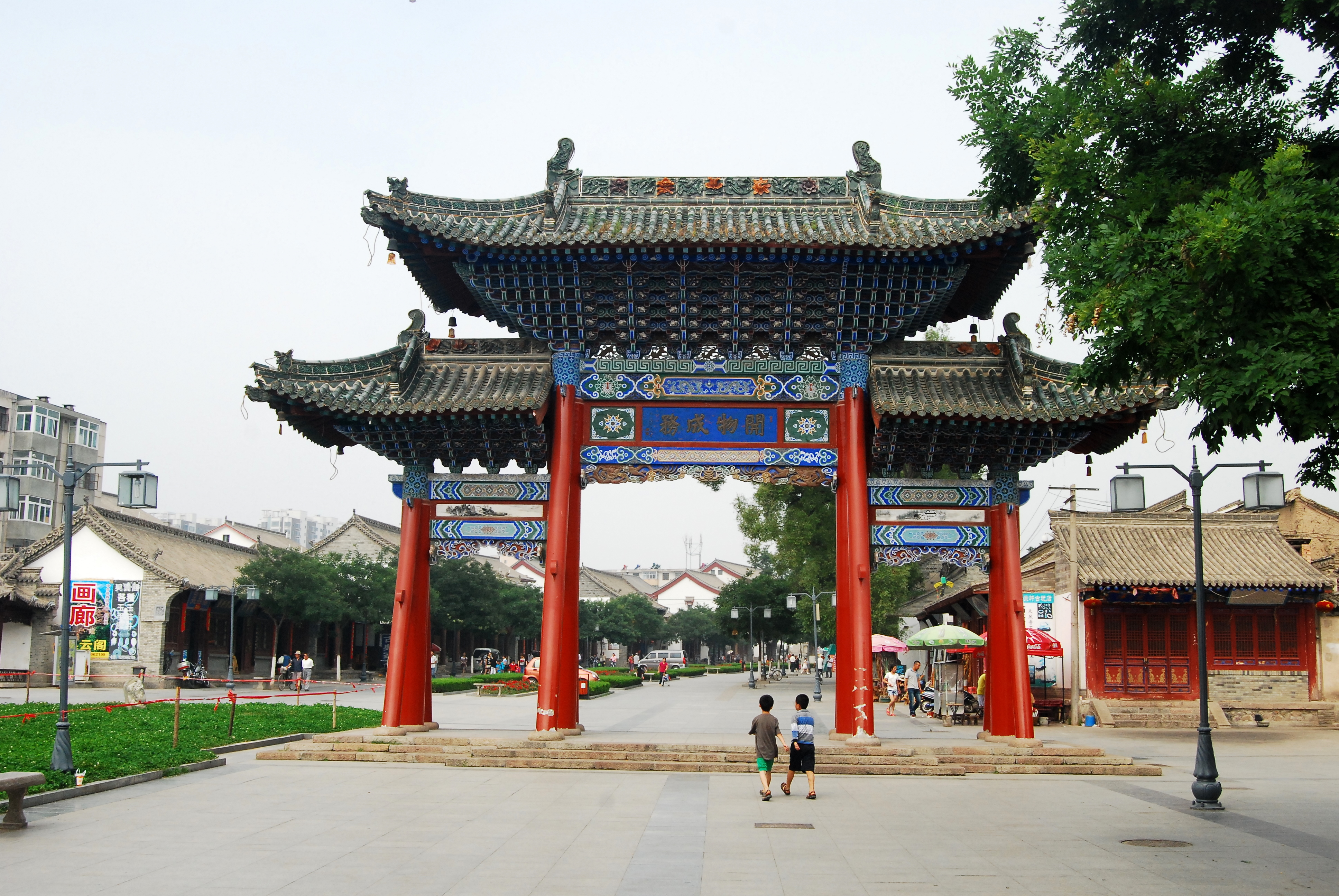
Tombeau de Taihao

## Fuxi dans les médias
|      | Nom de série                               |                          |                    |
| ---- | ------------------------------------------ | ------------------------ | ------------------ |
| 2000 | Fuxi et Nuwa (伏羲女娲）                   | Huang Zhizhong (黄志忠） | Gu Qinfang(顾琴芳) |
| 2003 | Benyue（奔月）                             | Zheng Zeshi(郑则仕)      | Pan Wenjie(潘文杰) |
| 2005 | Légende du ciel et de la terre (天地传奇） | Jiao Enjun(焦恩俊)       | Cao Rong(曹荣)     |
| 2014 | Époque de héros(英雄时代）                 | Zhang Jizhong(张纪中)    | Li Dawei(李大为）  |

## Iconographie

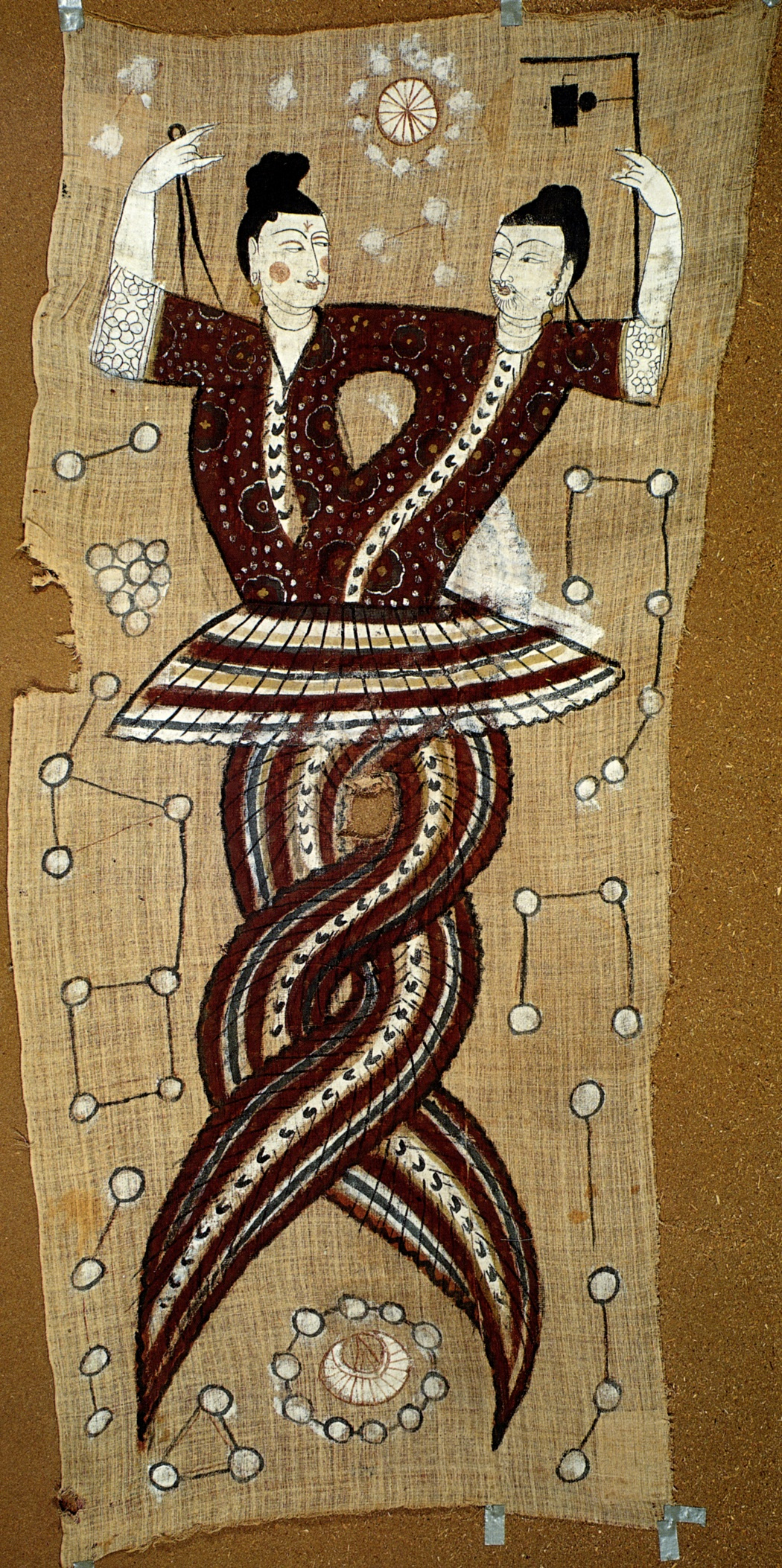
Nüwa avec le compas et Fuxi avec l'équerre

Il apparaît le plus souvent en couple avec Nuwa, les queues de serpent formant la partie inférieure de leur corps s’enroulant l’une autour de l’autre. Ils se font face ou se tournent le dos, tenant en main l’équerre (Fuxi) et le compas (Nuwa) qui pourraient symboliser la terre et le ciel.  Les instruments peuvent être remplacés par la lune et le soleil, symboles du Yin et du Yang. Les plus anciennes représentations connues sont des gravures sur pierre de la dynastie Han. Sur quelques-unes, un troisième personnage non-identifié apparaît entre eux.